# Han-Grab in Yangjiawan
Bei dem Han-Grab in Yangjiawan (Yángjiāwān Hànmù 杨家湾汉墓 Han Tomb in Yangjiawan) in der chinesischen Provinz Shaanxi nahe der Grabanlage des ersten Han-Kaisers Gaodi handelt es sich eigentlich um zwei große Gräber aus der Zeit der Kaiser Wen und Jing der Westlichen Han-Dynastie. Es handelt sich vermutlich um die Grabstätte von Zhou Bo und seinem Sohn Zhou Yafu, beide hochrangige Militärs. Das Dorf Yangjiawan liegt im Nordosten von Xianyang. Die Grabanlage wurde 1970–1976 ausgegraben. 

## Terrakottaarmee
1965 wurde bei einem der Gräber eine tönerne Armee von mehr als 3.000 Soldaten- und Pferdefiguren entdeckt. Es wurden insgesamt 2.549 Terrakotta-Figuren ausgegraben, davon 583 der Kavallerie, 1.965 der Infanterie, außerdem Musiker und ein Kommandant. Besonders lebendig erscheinen die Pferdefiguren. 
Die Funde werden heute vom Museum von Xianyang (Xianyang bowuguan) beherbergt.